# Hope (Indiana)
Hope – miasto w Stanach Zjednoczonych, w stanie Indiana, w hrabstwie Bartholomew.